# St. Joseph River (Lake Michigan)
 For alternative betydninger, se St. Joseph River. (Se også artikler, som begynder med St. Joseph River)
St. Joseph River (lokalt kendt som St. Joe) er en amerikansk flod med udløb i søen Lake Michigan. Den er 332 km lang og løber generelt i vestlig retning gennem det sydlige Michigan og det nordlige Indiana til sit udløb på søens sydøstlige bred. Den afvander primært et landligt landbrugsområde i Michigan-søens afvandingsområde. Den var vigtig for de indfødte amerikanere og bidrog i høj grad til kolonitidens udforskning, bosættelse og administration af Ny Frankrig og det spirende USA som en kanorute mellem Lake Michigan og Mississippiflodens afvandingsområde.